# Gabriele Bella
Pour les articles homonymes, voir Bella.
Gabriele Bella, né vers 1730, mort en 1799 est un peintre italien védutiste de l'école vénitienne.

## Biographie
Gabriele Bella naît en 1730.
Ses six enfants sont tous baptisés à l'Église San Nicolò dei Mendicoli, dans le quartier de Dorsoduro.
Classé comme artisan plutôt qu'artiste, il ne devient membre de la confrérie des peintres qu'en 1760. 
Il réalise une chronique picturale de la vie publique en République de Venise, peignant toutes sortes de cérémonies, de festivités, de concours sportifs, de processions et de courses de taureaux lors du carnaval.
Il meurt en 1799 dans la nuit du 2 au 3 juin à l'âge de soixante-neuf ans, en glissant dans un canal du ponte dei Pignoli.

## Œuvre

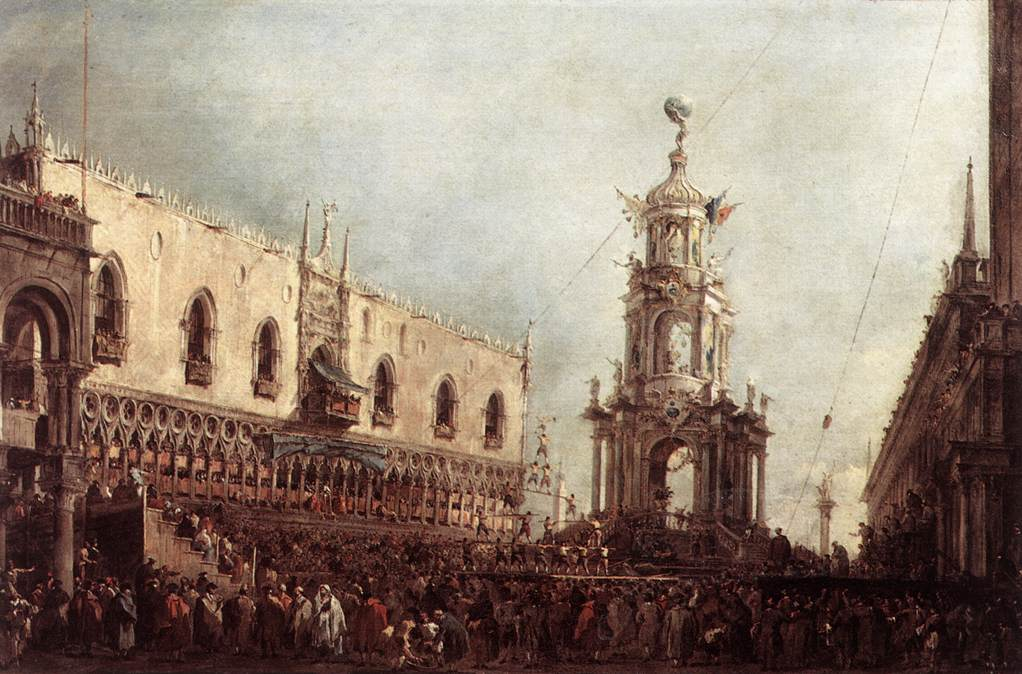
Le Doge de Venise assiste aux
Fêtes du Jeudi Gras sur la Piazzetta
Francesco Guardi, 1766-1770
Musée du Louvre

Fête sur la place Saint-Marc le Jeudi Gras
Gabriele Bella (avant 1782)

Parmi les soixante-sept œuvres, une partie sont commandées par les Giustinian, et furent acquises à la fin du XVIIIe siècle par les Querini, et l'autre par Andrea Querini  (1710-1799), sénateur et mécène, pour son palais de Santi Quaranta à Trévise. Depuis la création de la Fondation Querini-Stampalia en 1868 par le dernier héritier, Giovanni Querini-Stampalia, elles sont à demeure à la Pinacothèque Querini-Stampalia dans un palais près du campo Santa Maria Formosa. 
Elles dépeignent toutes la vie quotidienne dans la Sérénissime au XVIIIe siècle à travers des festivals populaires et publics, des cérémonies et des moments forts de la vie politique, sociale, religieuse et politique de la Dominante. Bella prend comme point de départ les gravures des XVIe siècle, XVIIe siècle et XVIIIe siècle, en les adaptant à sa propre expérience personnelle. 
Citons, parmi d'autres:

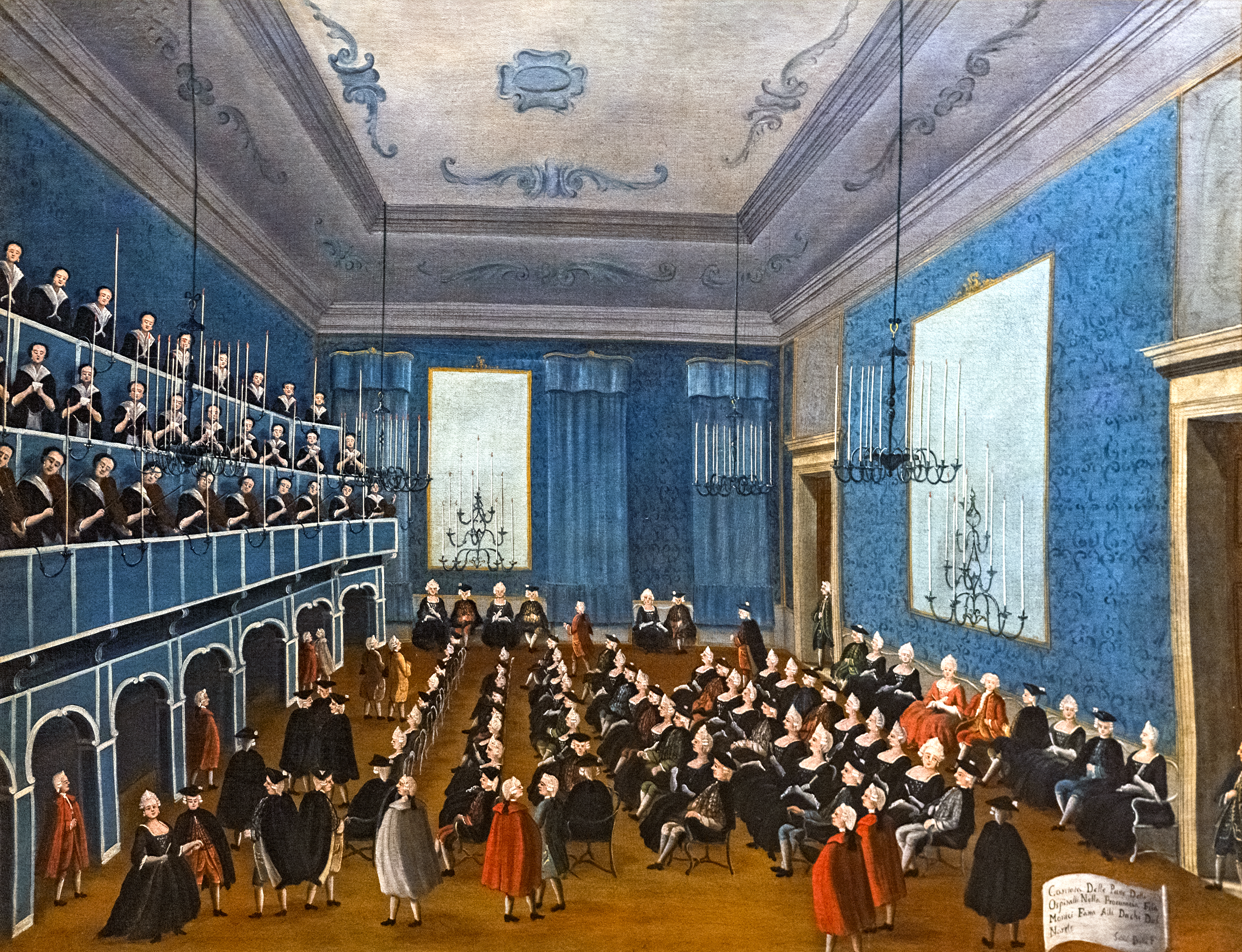
La cantate des orphelines pour le duc du Nord

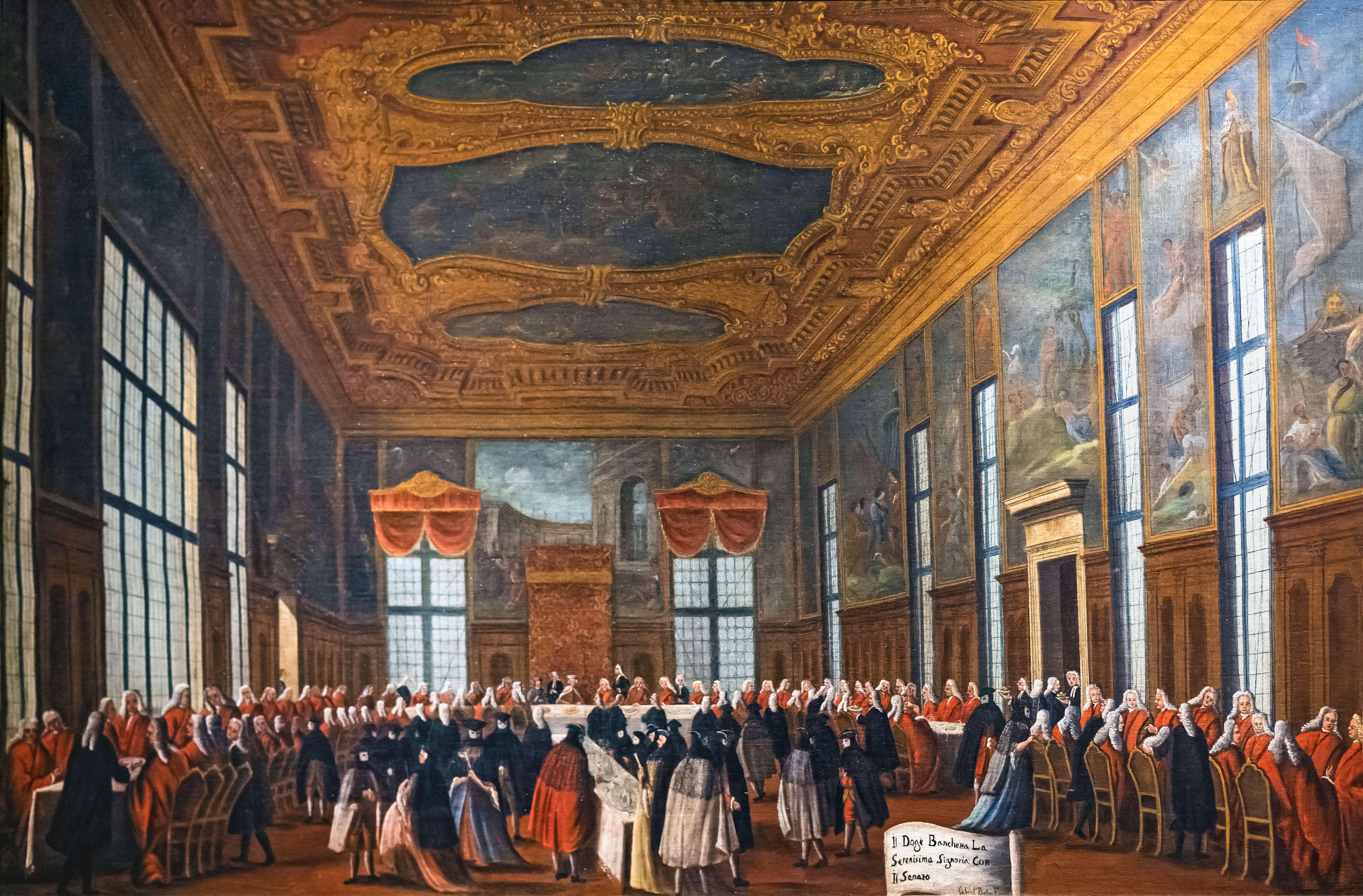
Banquet public du Doge

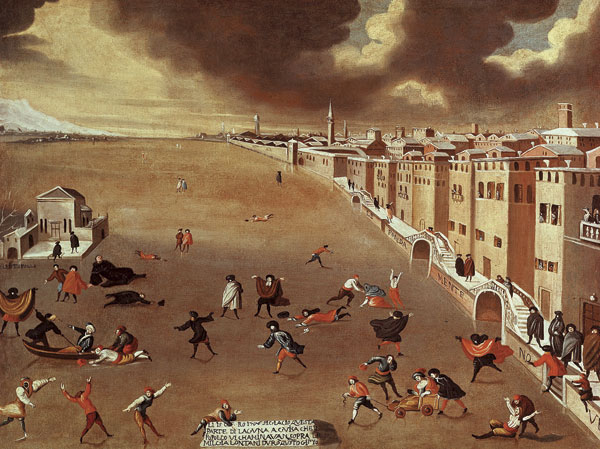
Le Lagon gelé en 1708

- Fête sur la place Saint-Marc le Jeudi Gras (avant 1782), huile sur toile, 97 × 149 cm, d'après le tableau de Guardi conservé au Louvre[3].
- Bataille des bâtons sur le pont Santa Fosca (après 1782), huile sur toile, 96 × 146 cm
- Le Jeux de la raquette (avant 1792), huile sur toile, 96 × 146 cm
- Loterie publique à la Loggetta de la Place Saint-Marc
- Un repas au théâtre San Benedetto
- Charlatans dans la Piazzetta San Marco
- La cantate des orphelines pour le duc du Nord (La cantata delle orfanelle per i duchi del nord)
- Festival de la Vierge Marie le 2 février à Santa Maria Formosa
- Jeux de ballon au Campo dei Gesuiti
- Jeux de football à Sant'Alvise
- Intérieur du théâtre San Samuele
- Le lagon gelé en 1708
- Régate de femmes sur le Grand Canal
- Course des Courtisanes sur le Rio de la Sensa
- Le Grand Canal avec S.M. della Salute
- Vue du Molo avec procession d'ambassadeurs et leur suite entrant au palais des Doges
- Palazzo Correr avec un sénateur et sa suite regardant des lutteurs sur un ponton
- Nobles à la pêche dans le Canal Orfano
- Enrobage d'un femme de la noblesse

- La foire antique de la Sensa
- Le Campo San Giacomo dall'Orio
- Le Bancho del Giro au Rialto
- Mordage d'ours au Campo Sant'Angelo
- L'investiture d'un monarque à San Lorenzo
- Intronisation du Doge à l'Escalier des Géants
- Le festival du Jeudi Gras à la Piazzetta San Marco
- Banquet public du Doge
- Le Doge en visite dans l'église San Rocco
- La présentation du nouveau Doge au public dans la basilique Saint-Marc de Venise
- Les funérailles du Doge à San Zanipolo
- Course de taureaux à San Giobbe
- Jour de fête Place Saint-Marc
- Foire à la Place Saint-Marc
- La salle du Conseil des Dix au palais des Doges
- La Quarantia Criminale
- Le Doge remerciant le Grand Conseil pour son élection
- Troupe d'acteurs dans la Piazzetta
- Réception d'ambassadeurs au Collegio
- Procession masquée le jour de la Saint-Étienne
- Procession du Corps du Christ, place Saint-Marc